# Explorer 49
Explorer 49 byla vědecká družice Měsíce, vyslaná agenturou NASA v roce 1973. V katalogu COSPAR dostala označení 1973-039A.

## Úkol mise

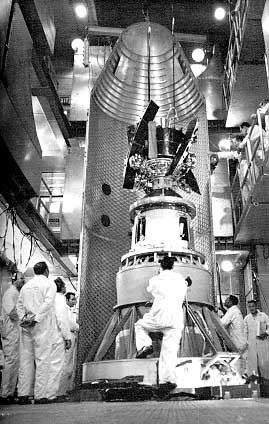
Instalace aerodynamických krytů kolem Exploreru 49

Sonda měla provést měření parametrů vzdálenějšího vesmírného prostoru poblíž Měsíce, zejména galaktický a sluneční rádiový šum na velmi malých frekvencích.

## Základní údaje
Váha sondy byla 334 kg.
Označení Lunar v některých publikacích měla kvůli zvolené orbitě kolem Měsíce, označení Explorer bylo dáváno programu vědeckých družic v USA. Další známé družice této řady jsou neúspěšná Explorer 33 a úspěšná Explorer 35. Její pracovní označení bylo RAE 2 (Radio Astronomy Explorer), protože podobný typ družice byl uveden do provozu s označením RAE 1 pět let předtím.

## Průběh mise
Sonda s raketou odstartovala 10. června 1973 a byla navedena na protáhlou oběžnou dráhu kolem Země ve výši 183 až 390 244 km. Když o pět dní později míjela při prvním průletu Měsíc, za pomocí motoru na pevné palivo změnila svou dráhu na orbitu kolem Měsíce. Ta měla periodu 241,29 minut ve výši 1120 až 1331 km. Další korekce se uskutečnila 26. června, což sondu posunulo na téměř kruhovou orbitu ve výšce 1053 – 1064 km . Stabilizace letu byla prováděna rotací kolem své osy. Ta se postupně zmenšovala z původních 12 na 0,25 otáček za minutu. Na této dráze pak rozvinula své dvě antény s velmi dlouhými rameny 228 metrů, pomocí kterých pak zahájila svůj program měření.